# منعايا
منعايا قرية سوريّة تتبع إداريّاً لمحافظة حلب منطقة السفيرة ناحية الحاجب، بلغ تعداد سكانها (153) نسمة حسب التعداد السكاني لعام 2004.